# Leucania rufescentalis
Leucania rufescentalis är en fjärilsart som beskrevs av Robert W. Poole 1989. Leucania rufescentalis ingår i släktet Leucania och familjen nattflyn. Inga underarter finns listade i Catalogue of Life.